# FC Amkar Perm
Amkar Perm, FC Amkar Perm er en russisk fodboldklub fra byen Perm ved Uralbjergene.
Klubben spiller i landets bedste liga, den russiske Premier League, og har hjemmebane på stadionet Zvezda Stadion. Klubben blev grundlagt i 1993, og har endnu ikke vundet nogen titler. Klubbens bedste placering i den russiske liga er en 4. plads, der blev opnået i 2008.